# Tombe des Lionnes

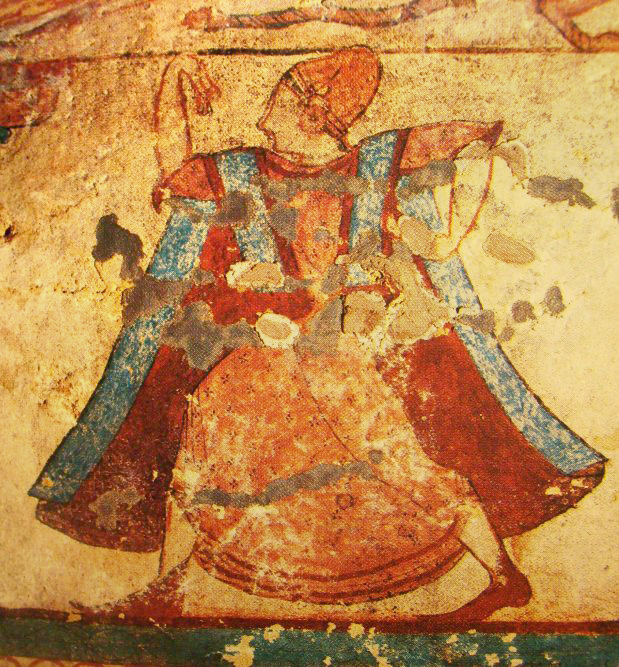
La Danseuse immobile à grands pas, détail d'une des fresques.

La tombe des Lionnes (en italien tomba delle Leonesse) est l'une des tombes étrusques peintes de la nécropole de Monterozzi, proche de la ville de Tarquinia en Italie.

## Histoire
Réalisée au dernier quart du VIe siècle av. J.-C., la tombe des Lionnes de Tarquinia est une tombe étrusque découverte en 1874.

## Description
La tombe a camera est constituée d'une petite chambre à plafond à double pente formant un pavillon dont le plafond décoré en damier est soutenu par six colonnes doriques peintes dans les angles.
Dans la paroi du fond, se trouve une niche destinée à recueillir l'urne contenant les cendres du défunt. 
Les parois sont couvertes de fresques. Par la polychromie, le style et le haut niveau de qualité, elle représente un exemple important de l'art d'influence ionienne de la période orientalisante. 
Le nom de la tombe provient des deux lionnes se faisant face, peintes sur le fronton de la paroi du fond sur laquelle est aussi représentée la scène principale de l'hypogée : deux musiciens, l'un jouant de la cythare, l'autre d'une double flûte accompagnent la danse d'une femme seule (dite « Danseuse immobile à grands pas », vêtue d'un chiton rose orangé brodé de fleurettes et d'un ample manteau de laine rouge foncé, à revers ou parements bleus qui se rabattent exécutant la danse étrusque « à pas glissés » et adoptant, pour ses bras, la pose de la chironomie.
Un autre couple, elle jeune et brune habillée d'un voile transparent, lui nu et blond tenant une olpè à la main remplie de vin, prémices d'une danse orgiaque.
Sur les parois latérales on voit des figures masculines coiffées de couronnes et allongées sur des coussins.